# El Diablo (Machine Gun Kelly)
El Diablo è un singolo del rapper statunitense Machine Gun Kelly, pubblicato nel 2019 ed estratto dal suo quarto album in studio Hotel Diablo.

## Video musicale
Il video musicale è stato diretto da Snuffy.NYC & Jimmy Regular.

## Tracce
1. El Diablo – 2:16 (Colson Baker, Ronald Spencer)